# Crosley Motors

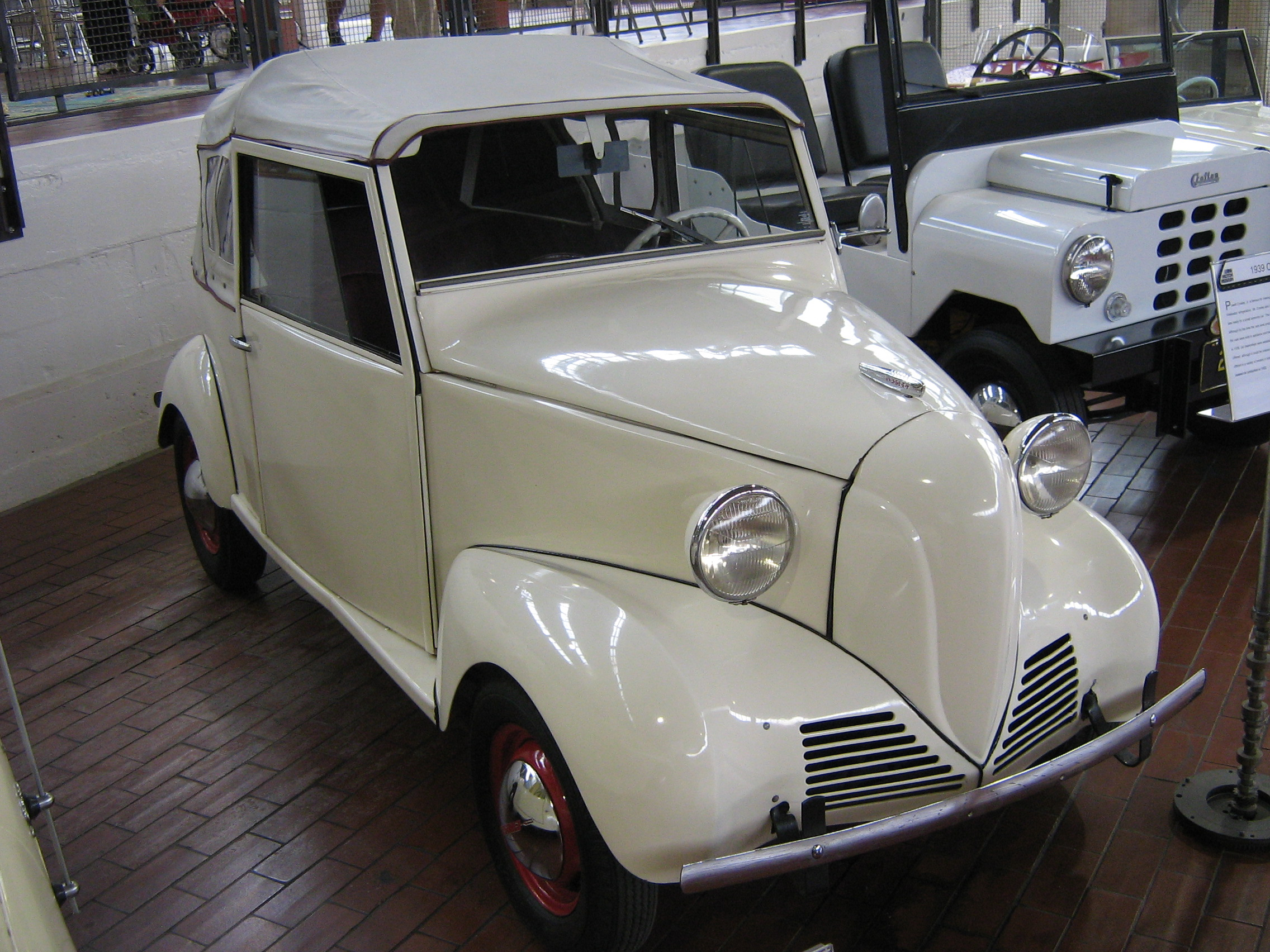
Crosley cabriolet, årsmodell 1939

Crosley Motors Inc var en amerikansk biltillverkare. Företaget utvecklade och sålde småbilarna - på gränsen till mikrobilar - Crossley, eller Crosmobile. Det grundades 1939 av Paul Crosley Jr. (1886-1961) som Crosley Corporation i Cincinnati i Ohio och bytte senare namn till Crosley Motors Incorporated. Under andra världskriget lades företagets civila bilproduktion ned och ersattes av produktion av krigsmaterial, inbegripet utveckling av experimentella fordon för armén. Företaget var verksamt till 1952.
Crosleys stationsvagnar var företagets mest populära modell, men det tillverkades också sedaner, pickuper, cabrioleter, en sportbil och till och med ett litet jeepliknande fordon för lantbrukare. På export gick bilarna under märket Crosmobile, därför att det i Storbritannien redan fanns ett bilmärke som hette Crossley.
Powel Crosley hade börjat sin affärsverksamhet med radio och vitvaror och blivit kallad "The Henry Ford of Radio". Han var också en pionjär inom rundradiosändningar och var ägare av baseballaget Cincinnati Reds.

## Historik
Powel Crosley Jr. blev förmögen på bilreservdels- och tillbehörsförsäljning, varefter han tog upp tillverkning på 1920- och 1930-talen. År 1925 blev hans företag världens största tillverkare av radioapparater. Detta, och drift av rundradiostationer, finansierade uppbyggnad av en fabrikation av bilar, vilket var Powel Crosleys stora intresse.
År 1937 byggde Crosley en bilprototyp, som benämndes CRAD (Crosley Radio Auto Division). Denna var mer av en trehjuling, med bakhjulen tätt tillsammans som på en BMW Isetta. År 1939 tog Powel Crosley upp tillverkning av en av världens första småbilar, en tvådörrars cabriolet på 400 kg. Den sålde dåligt, varför modellutbudet 1941 utökades med en stationsvagnar och pickuper.
Crosley var den första biltillverkaren, som efter andra världskriget återupptog försäljningar av sportbilar med Hotshot modellåret 1949.
Alla Crosleys modeller var lätta bilar (380-640 kilo), med stela fram- och bakaxlar och med motorer med mindre än en liters cylindervolym. Efter avveckling av den bensinransonering, som införts under krigsåren, föll dock intresset för Crosleys småbilar. Den sista Crosley-bilen färdigställdes i juli 1952, varefter företaget bytte inriktning.

## Bildgalleri

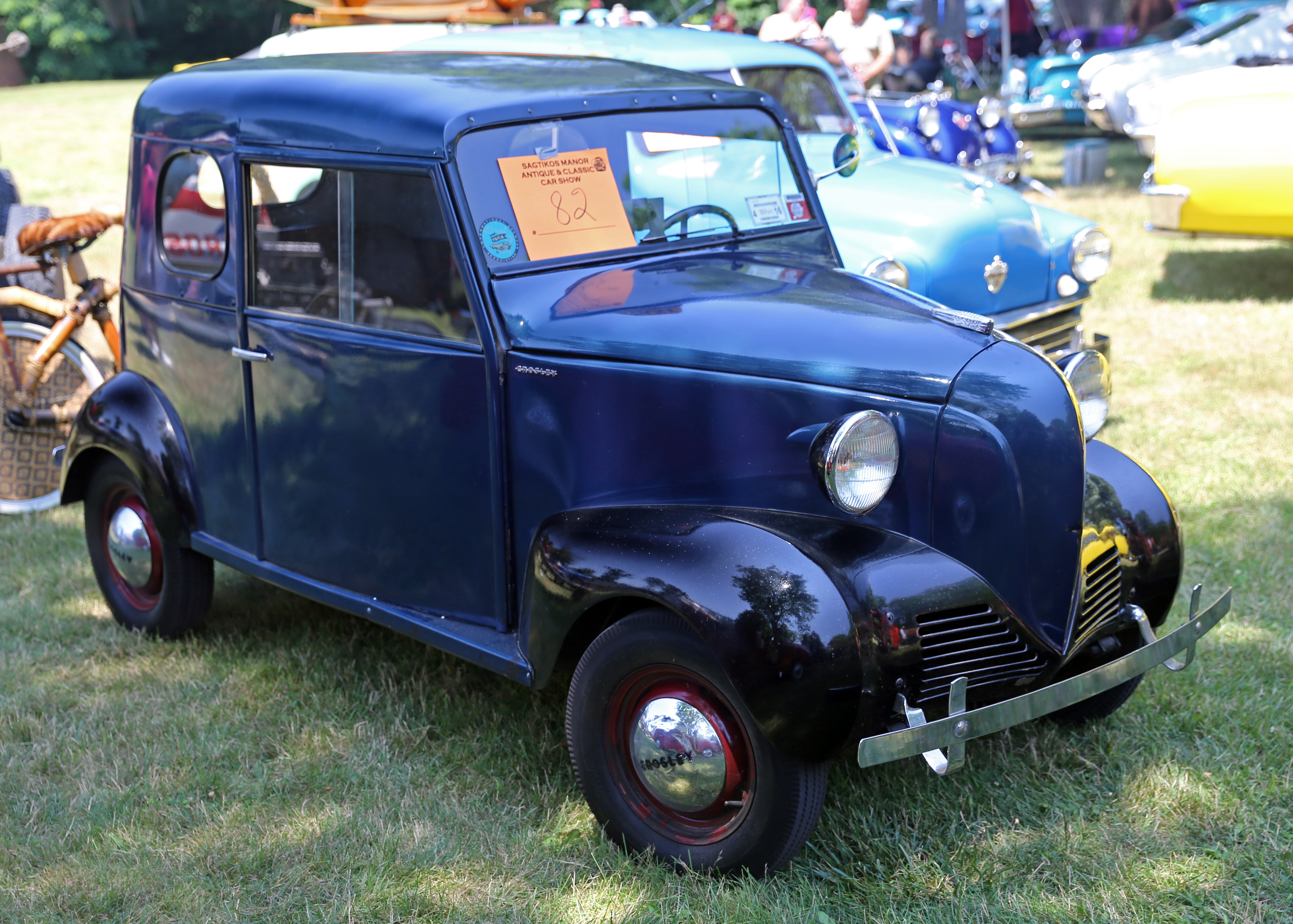
Liberty Sedan, 1942 års modell
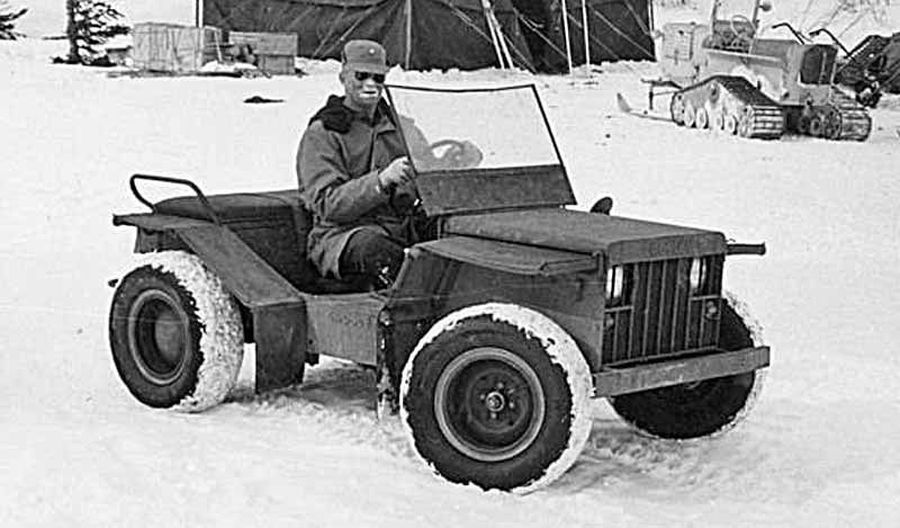
Jeepen Crosley CT-3 Pup, vid vintertest i Colorado 1943
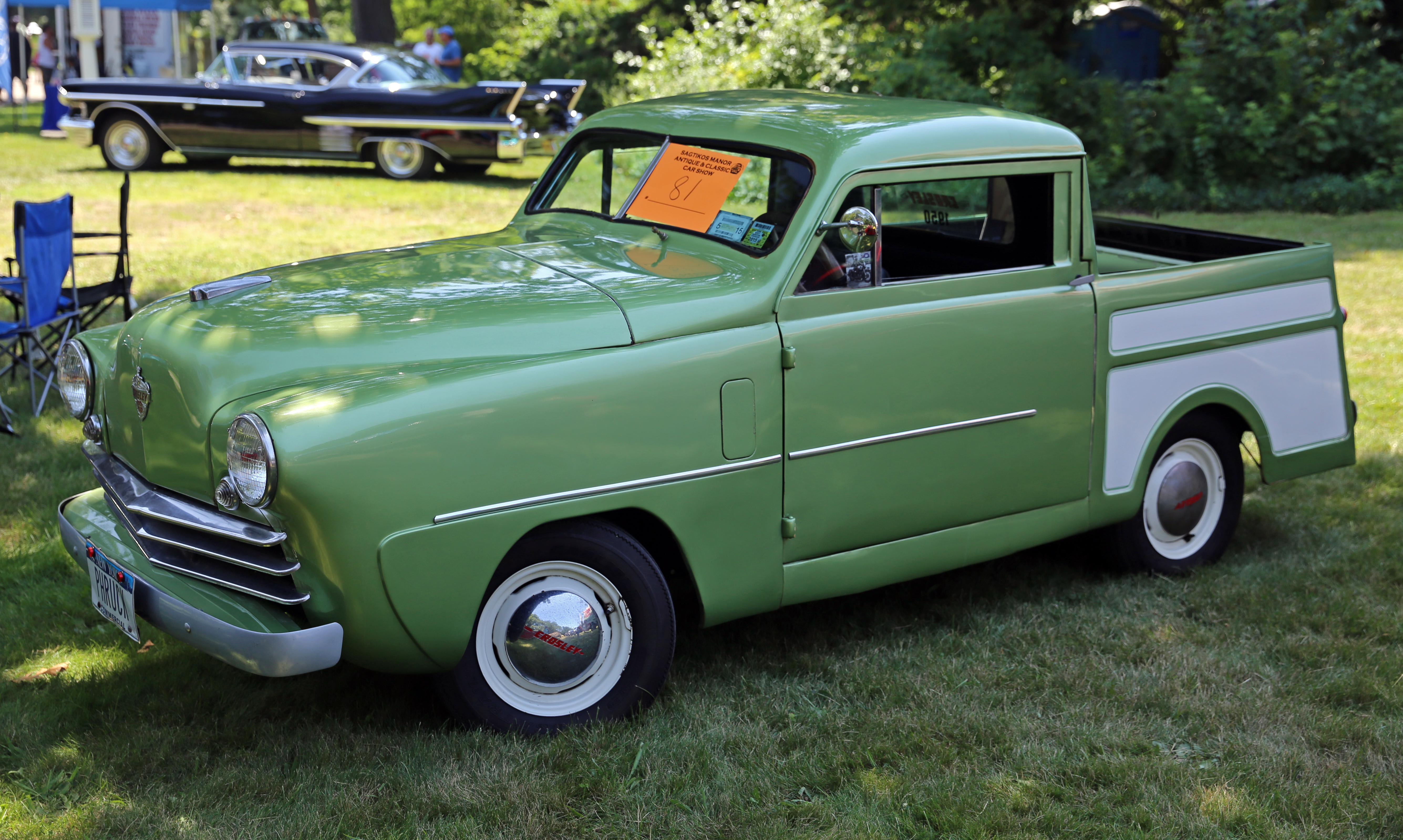
Pickup, 1950 års modell
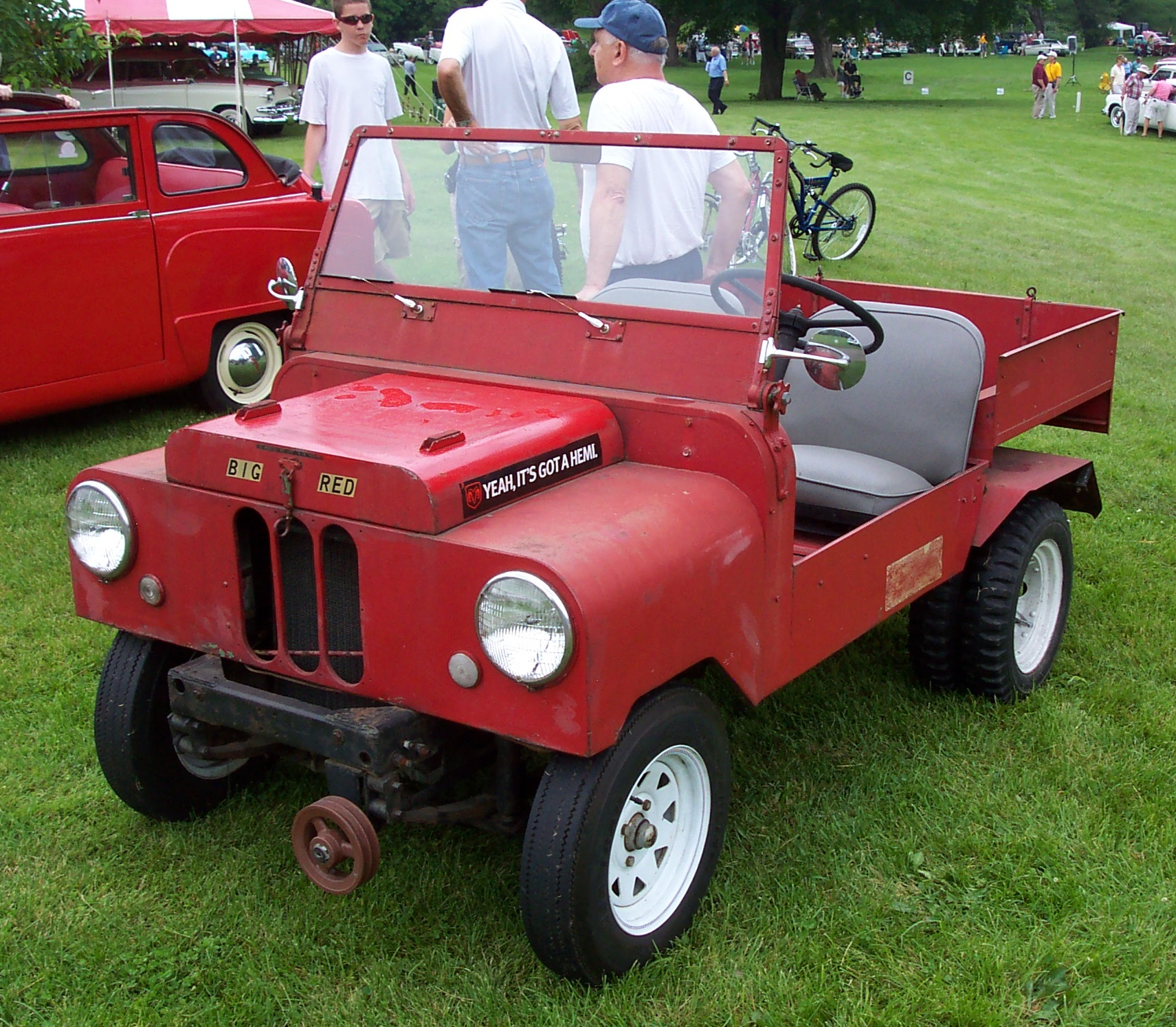
Farm-O-Road, 1950
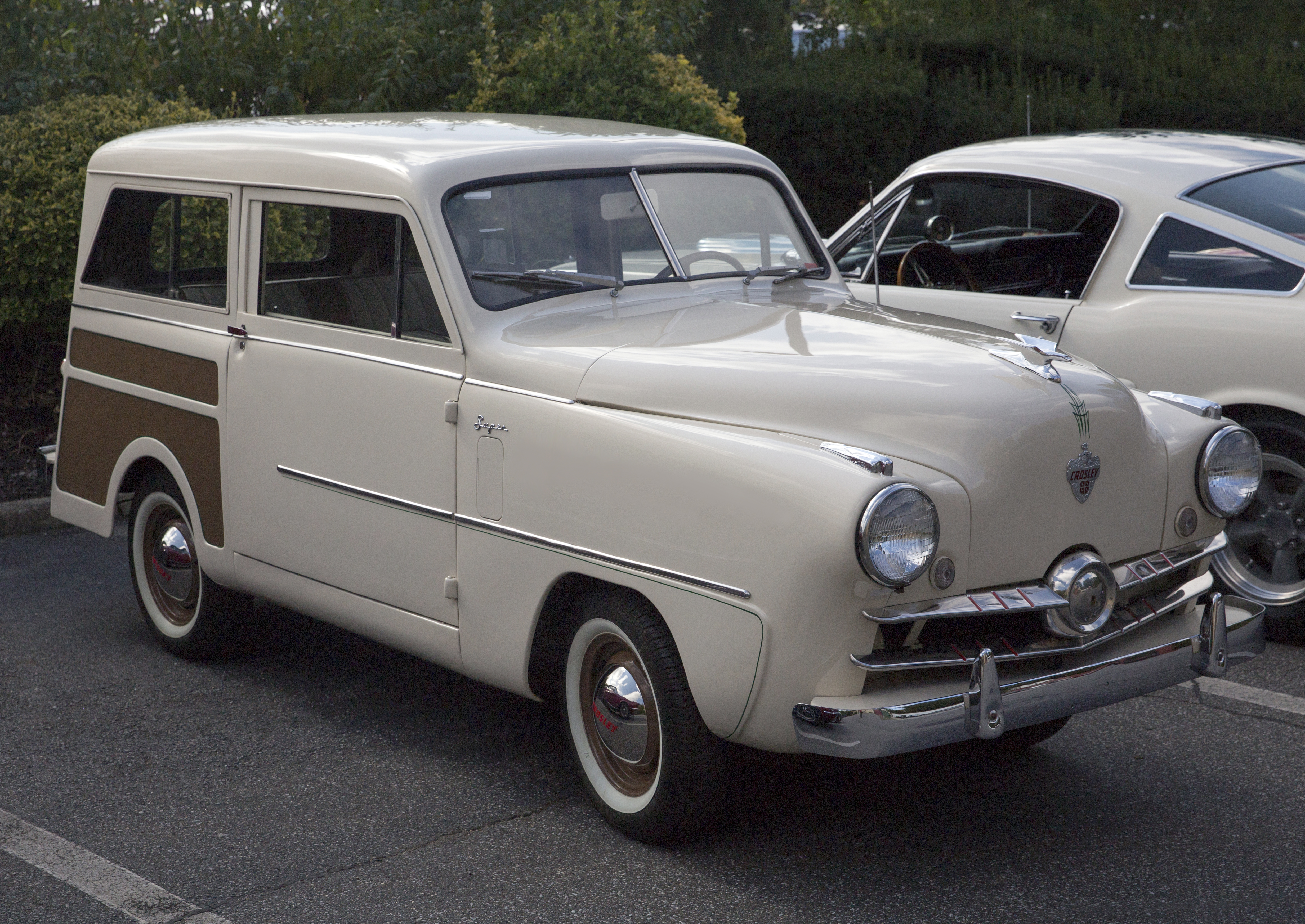
CD Stationsvagn, 1951 års modell
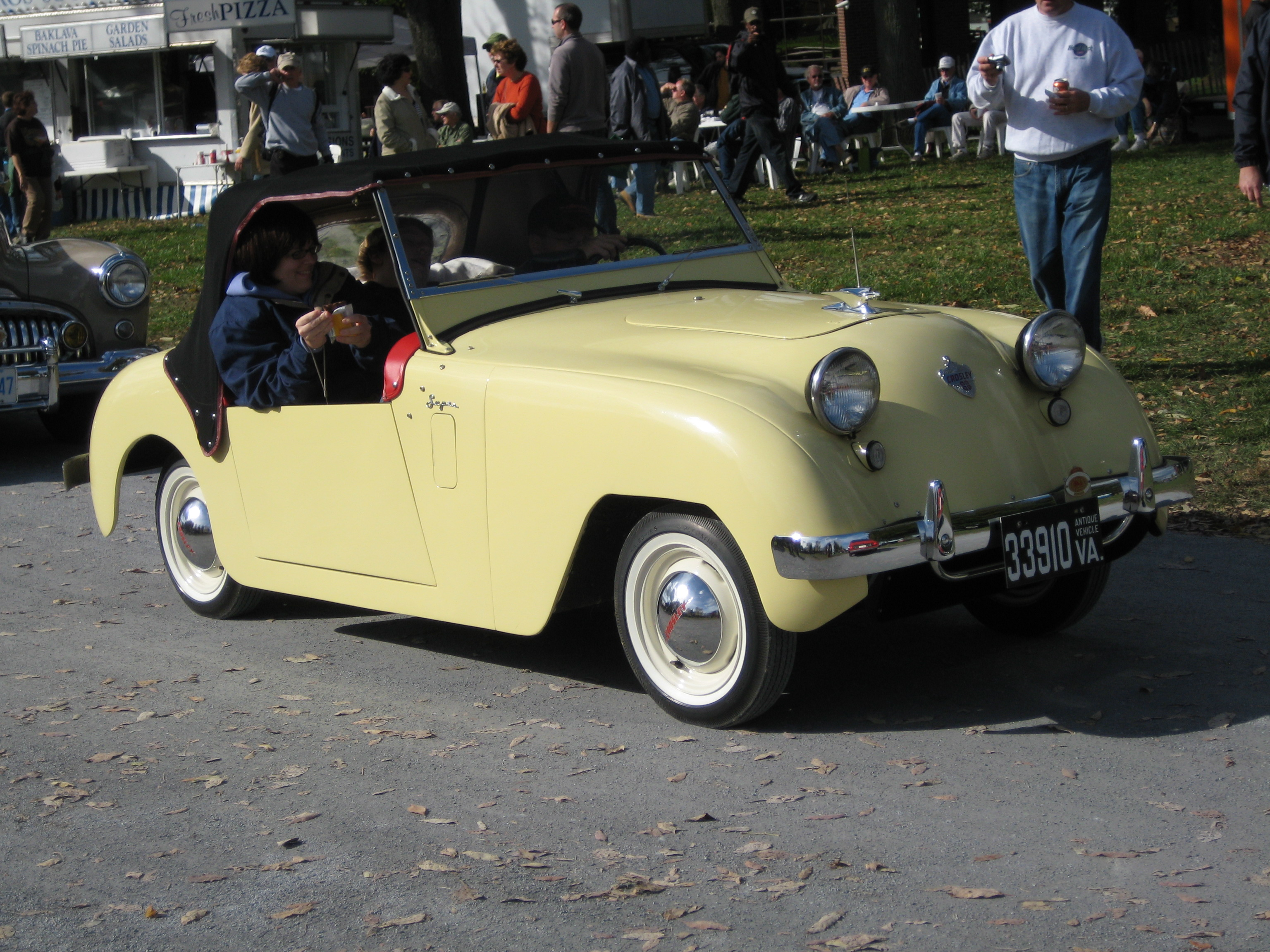
Crosley Super Sport